# Matteo Ruggeri
Matteo Ruggeri (San Giovanni Bianco, 11 juli 2002) is een Italiaans voetballer die bij voorkeur als linkervleugelverdediger speelt. Hij maakte in de zomer van 2025 de overstap van Atalanta Bergamo naar Atlético Madrid.

## Clubcarrière

### Atalanta Bergamo
In 2011 ging Ruggeri voetballen in de jeugdopleiding van Atalanta Bergamo. Op 3 november 2020 maakte hij zijn debuut voor Atalanta in de 0-5 nederlaag tegen Liverpool om de Champions League. Vijf dagen later maakte hij als basisspeler tegen Internazionale zijn debuut in de Serie A. Hij speelde acht wedstrijden dat seizoen, maar ging in de zomer van 2021 toch op huurbasis naar US Salernitana 1919 om tot meer speeltijd te komen. Maar na drie wedstrijden viel hij uit met een spierblessure, waarna maart 2022 slechts één wedstrijd zou spelen. Ruggeri zou dat seizoen vijftien wedstrijden spelen en keerde vervolgens terug bij Atalanta.
Daar ging hij dat seizoen de concurrentiestrijd aan met Joakim Mæhle voor de positie van linkervleugelverdediger in een vijfmansdefensie. Na de winterstop had hij die strijd gewonnen en kwam hij steeds vaker aan speelminuten. Hij miste de laatste tien wedstrijden van het seizoen door opnieuw een spierblessure. Op 5 oktober 2023 scoorde hij in Europa League tegen Sporting CP zijn eerste doelpunt voor Atalanta. Dat seizoen speelde hij liefst 48 wedstrijden in alle competities en was hij dus onbetwist basisspeler. Hij speelde op 22 mei 2024 de hele wedstrijd tijdens de Europa League-finale tegen Bayer Leverkusen, die met 3-0 gewonnen werd. 
In totaal speelde Ruggeri vier seizoenen voor Atalanta Bergamo, waarin hij tot 109 wedstrijden kwam. Hij was goed voor twee doelpunten en tien assists. 

### Atlético Madrid
In juli 2025 maakte Ruggeri voor zeventien miljoen euro de overstap naar Atlético Madrid, waar hij een contract tekende voor vijf seizoenen tot de zomer van 2030. 

## Clubstatistieken
| Seizoen | Club             | Competitie       | Competitie | Competitie | Beker | Beker | Overig | Overig | Totaal | Totaal |
| Seizoen | Club             | Competitie       | Wed.       | Dlp.       | Wed.  | Dlp.  | Dlp.   | Dlp.   | Wed.   | Dlp.   |
| ------- | ---------------- | ---------------- | ---------- | ---------- | ----- | ----- | ------ | ------ | ------ | ------ |
| 2020/21 | Atalanta Bergamo | Serie A          | 6          | 0          | 0     | 0     | 2      | 0      | 8      | 0      |
| 2021/22 | → Salernitana    | Serie A          | 14         | 0          | 1     | 0     | –      | –      | 15     | 1      |
| 2022/23 | Atalanta Bergamo | Serie A          | 15         | 0          | 0     | 0     | –      | –      | 15     | 0      |
| 2023/24 | Atalanta Bergamo | Serie A          | 34         | 0          | 4     | 0     | 10     | 2      | 48     | 2      |
| 2024/25 | Atalanta Bergamo | Serie A          | 30         | 0          | 1     | 0     | 7      | 0      | 38     | 0      |
| 2025/26 | Atlético Madrid  | Primera División | 0          | 0          | 0     | 0     | 0      | 0      | 0      | 0      |
| Totaal  | Totaal           | Totaal           | 99         | 0          | 6     | 0     | 19     | 2      | 124    | 2      |

## Interlandcarrière
Ruggeri speelde interlands voor de Italiaanse jeugdelftallen onder 17, 18, 19, 20 en 21. 

## Erelijst
| Competitie         | Aantal           | Jaren            |
| Atalanta Bergamo   | Atalanta Bergamo | Atalanta Bergamo |
| ------------------ | ---------------- | ---------------- |
| UEFA Europa League | 1x               | 2023/24          |